# Wassily Kandinsky

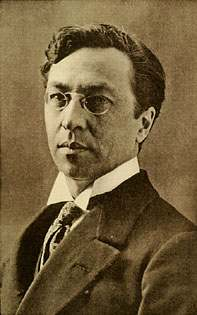
Wassily Kandinsky, um 1913

Wassily Kandinsky (russisch Василий Васильевич Кандинский, Wassili Wassiljewitsch Kandinski, wiss. Transliteration Vasilij Vasil'evič Kandinskij; * 4. Dezemberjul. / 16. Dezember 1866greg. in Moskau, Russisches Kaiserreich; † 13. Dezember 1944 in Neuilly-sur-Seine, Frankreich) war ein russischer Maler, Grafiker und Kunsttheoretiker, der auch in Deutschland und Frankreich lebte und wirkte. Mit Franz Marc war er Begründer der Redaktionsgemeinschaft Der Blaue Reiter, die am 18. Dezember 1911 ihre erste Ausstellung in München eröffnete. Der Blaue Reiter ging aus der 1909 gegründeten Neuen Künstlervereinigung München (N.K.V.M.) hervor, in der Kandinsky zeitweise Vorsitzender war. In der Weimarer Republik war er als Lehrer am Bauhaus tätig.
Kandinsky war ein Künstler des Expressionismus und einer der Wegbereiter der abstrakten Kunst. Er hat sich als Schöpfer des ersten abstrakten Bildes der Welt bezeichnet, das aber möglicherweise mit der Angabe des Jahres 1910 statt 1913 vordatiert ist. Die neuere Forschung verweist darauf, dass im November 1906 die Malerin Hilma af Klint die erste Serie kleinformatiger abstrakter Bilder gemalt hat. Das großformatige Gemälde Die zehn Größten, Nr. 2, Kindheit, Gruppe I folgte 1907.

## Leben und Werk

### Kindheit und Ausbildung

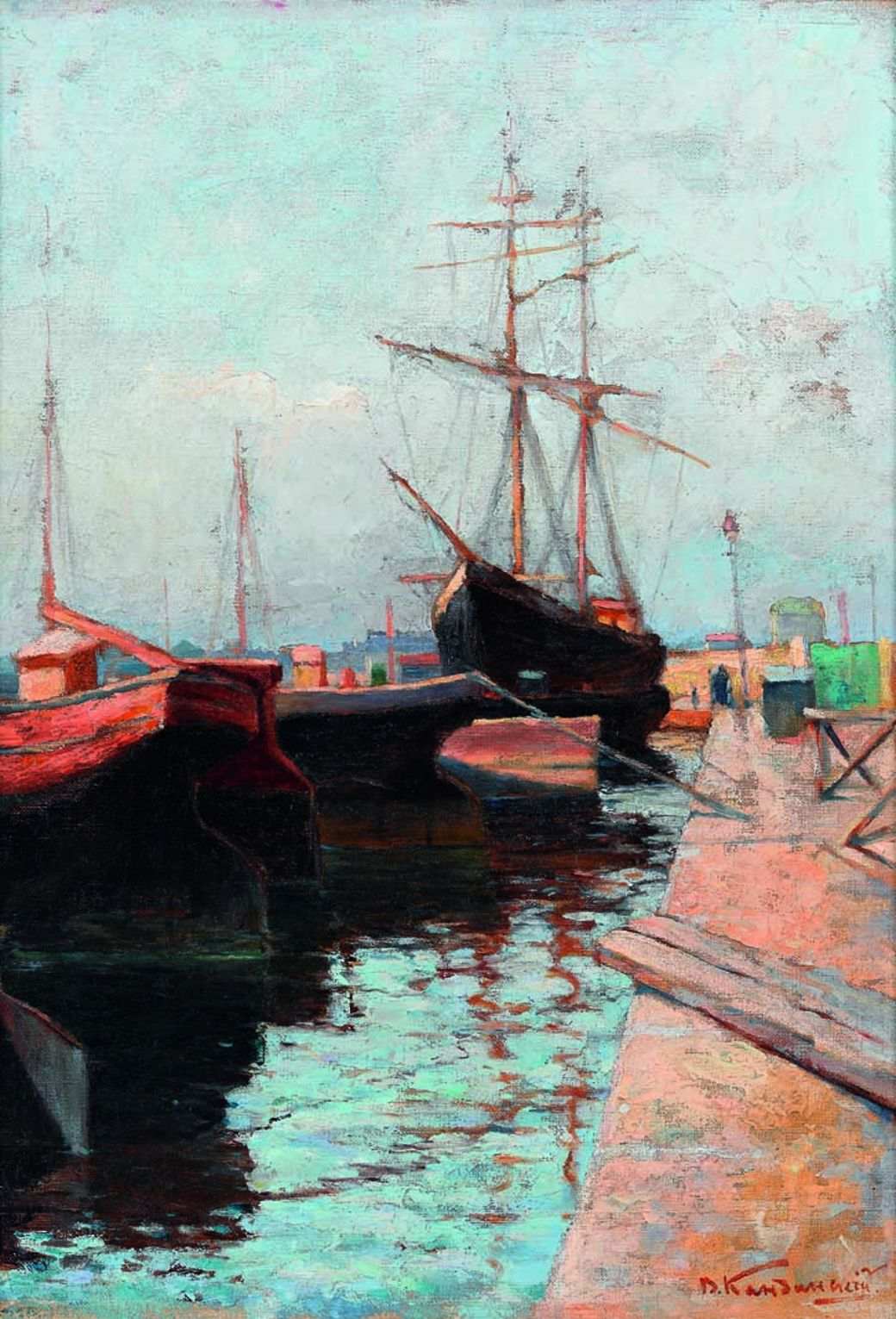
Hafen von Odessa, 1898, Tretjakow-Galerie, Moskau

Wassily Kandinsky wurde in einer wohlhabenden Teehändlerfamilie in Moskau geboren, die aber bald nach Odessa zog. Der Vater, Wassily Silwestrowitsch Kandinsky, stammte aus Ostsibirien, die Mutter war die Moskauerin Lidija Tichejewa. Die Eltern trennten sich 1871, sodass er hauptsächlich von seiner Tante Jelisaweta Tichejewa erzogen wurde. Bis 1885 reiste er jedes Jahr mit seinem Vater in die Heimatstadt Moskau. Er erhielt Zeichen- und Malunterricht. Nach dem Abitur 1885 am humanistischen Gymnasium in Odessa begann er 1886 Rechtswissenschaften, Nationalökonomie und Ethnologie an der Lomonossow-Universität in Moskau zu studieren. Während des Studiums malte er und besuchte Kunstausstellungen.
1889 unternahm Kandinsky eine Expedition in das nördliche Ural-Gebirge, um dort das Rechtssystem der Syrjanen zu studieren. Ihn faszinierten die mythischen, abstrakten Bemalungen der Trommeln dieses Urvolkes. Der Einfluss dieser Eindrücke ist in Kandinskys Frühwerk deutlich zu erkennen. 1892 beendete er sein Studium mit dem juristischen Staatsexamen und heiratete seine Cousine Anna Tschemjakina. Im folgenden Jahr wurde er Assistent der juristischen Fakultät an der Moskauer Universität, promovierte mit der Dissertation Über die Gesetzmäßigkeit der Arbeiterlöhne und wurde zum Attaché der juristischen Fakultät ernannt.
1895 arbeitete Kandinsky als künstlerischer Leiter einer Druckerei in Moskau. Eine Berufung an die Universität Dorpat lehnte er im Jahr 1896 ab, entschied sich für die Malerei und zog nach München, wo er zunächst von 1897 bis 1899 die private Malschule von Anton Ažbe besuchte und zum ersten Mal auf Alexej von Jawlensky traf. Ab 1900 studierte er an der Kunstakademie München bei Franz von Stuck.

### Gründung der Phalanx und Begegnung mit Gabriele Münter

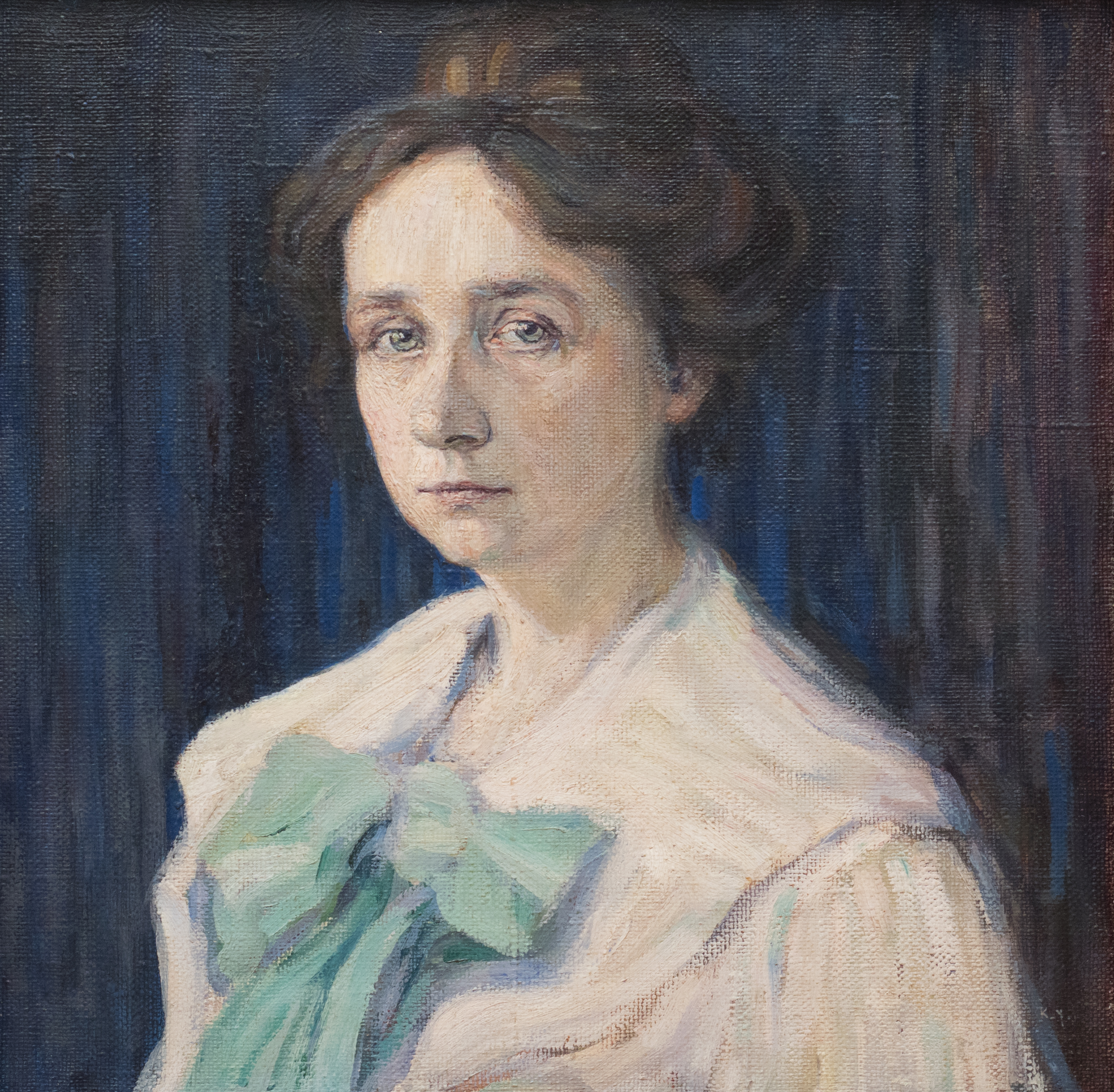
Bildnis Gabriele Münter, 1905, Lenbachhaus, München

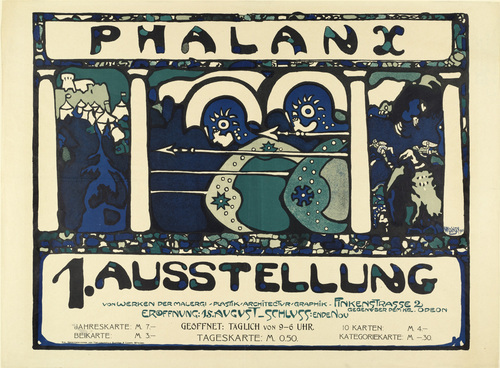
Kandinskys im Jugendstil gestaltetes Plakat für die erste Ausstellung der Phalanx 1901

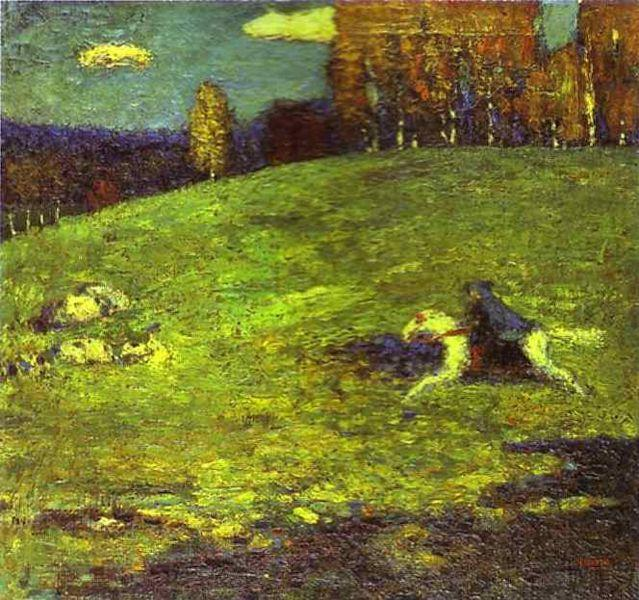
Der Blaue Reiter, 1903

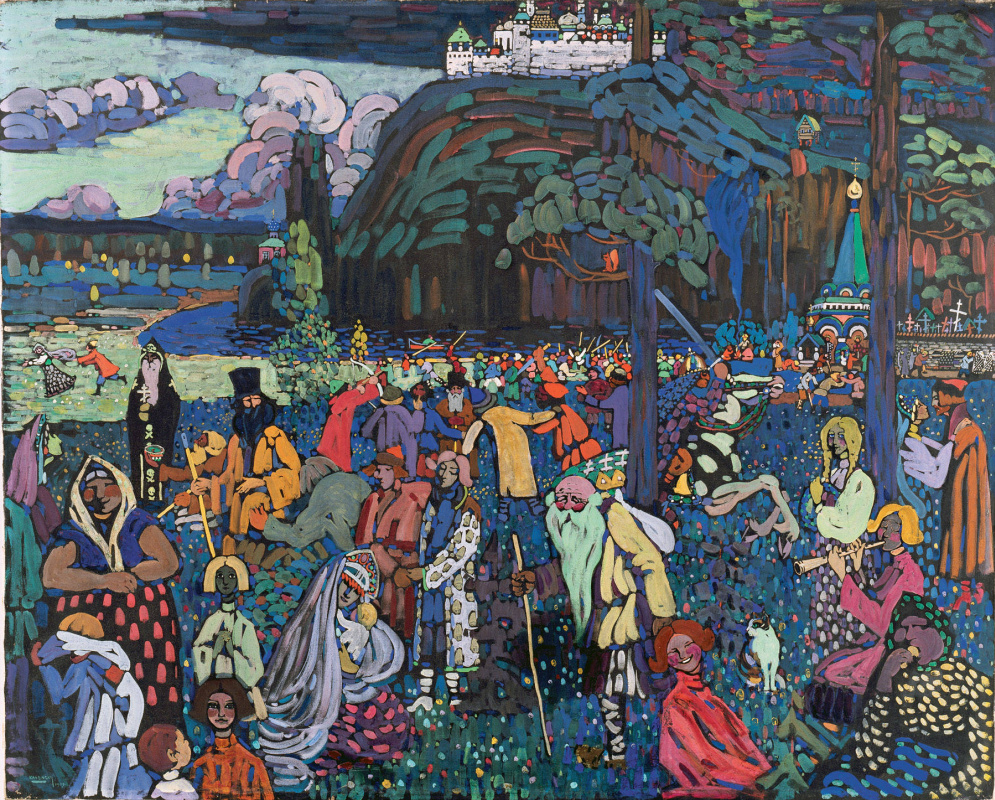
Das bunte Leben, 1907, Lenbachhaus, München

1901 war er zusammen mit Wilhelm Hüsgen und anderen Künstlern einer der Gründer der Künstlergruppe Phalanx und Leiter der dazugehörigen „Schule für Malerei und Aktzeichnen“. Die Resonanz war allerdings so gering, dass der Ausstellungs- und Lehrbetrieb 1904 eingestellt werden musste. Während des Unterrichts dort begegnete er Gabriele Münter, die seine Lebensgefährtin wurde. Obwohl er in Russland schon verheiratet war, verlobte er sich 1903 beim Sommerurlaub in Kallmünz mit ihr.
1902 war Kandinsky zum ersten Mal in der Berliner Secession ausgestellt.
In den Jahren 1903 bis 1904 machte er Reisen nach Italien, in die Niederlande und nach Nordafrika, zudem Besuche in Russland. Ab 1904 war er im Salon d’Automne in Paris vertreten. 1906 bis 1907 verbrachte er in der französischen Stadt Sèvres bei Paris, wo er beispielsweise Das bunte Leben malte. Münter berichtete über den gemeinsamen Aufenthalt Aufschlussreiches:
„Als ich mit K. [Kandinsky] 1906–7 in Sèvres war, hat sich K. weder nach Matisse noch Picasso o. [oder] anderen Größen umgesehen.“
Kandinsky war inzwischen trotz seines Auslandaufenthalts ordentliches Mitglied im Deutschen Künstlerbund geworden und nahm an dessen dritter Jahresausstellung 1906 im Großherzoglichen Museum in Weimar teil.
Nach ihrer Rückkehr 1908 nach München brach das Paar im Frühjahr nach Lana in Südtirol auf, wo beide immer noch im spätimpressionistischen Stil malten.

### Murnau und die Neue Künstlervereinigung München

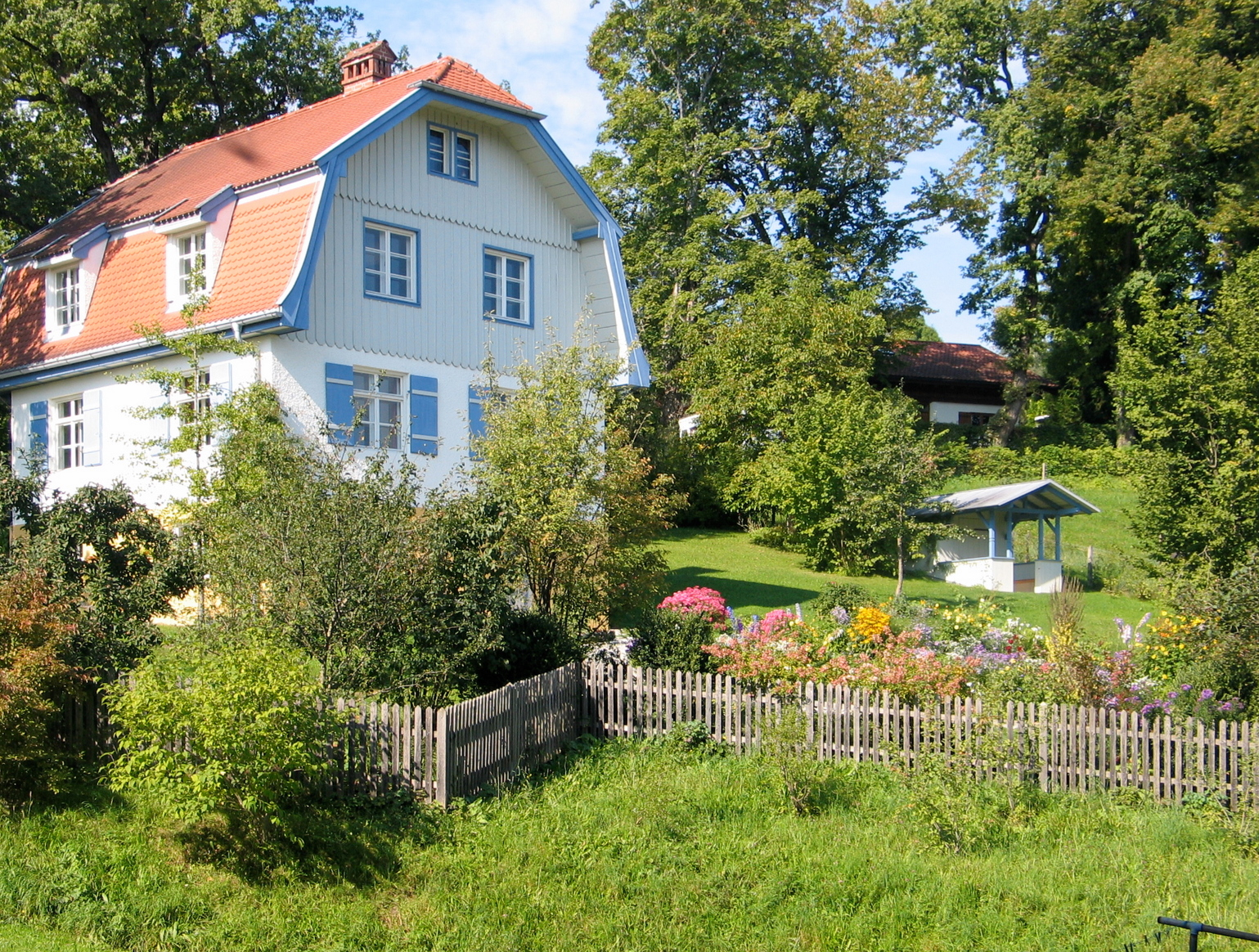
Das Haus von Gabriele Münter in Murnau, das sogenannte „Russenhaus“. Foto von 2006

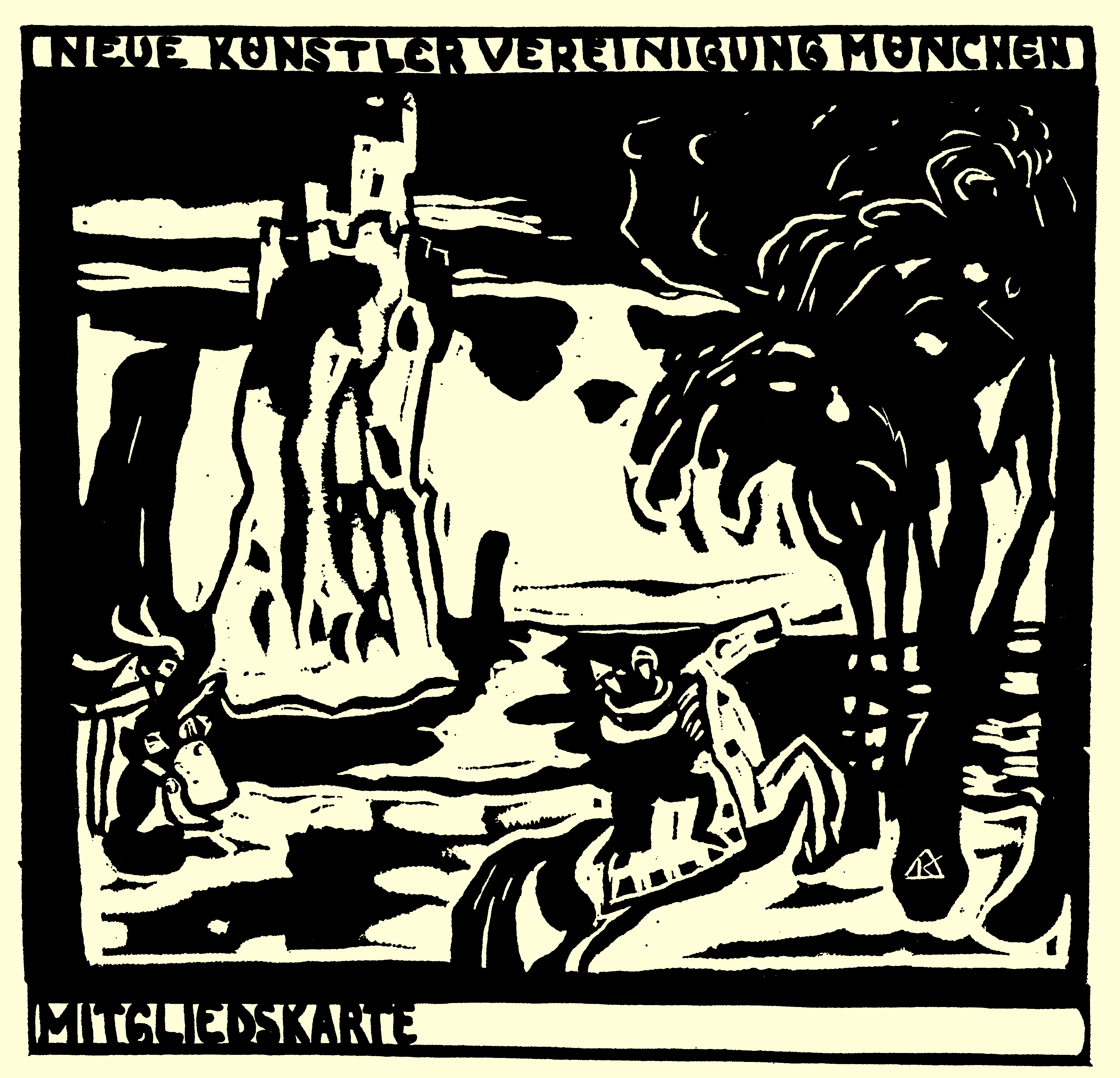
Wassily Kandinsky: Felsen, Holzschnitt 1909 (Mitgliedskarte der N.K.V.M.)

Für Kandinskys künstlerische Weiterentwicklung war Murnau am Staffelsee eine entscheidende Station. Dort kam es im Sommer 1908 für ihn und Münter zur bedeutungsvollen Zusammenarbeit mit Marianne von Werefkin und Alexej Jawlensky. „Unter dem stilistischen und maltechnischen Einfluss von Werefkin und Jawlensky“ wurden Münter und Kandinsky zu jenem „großen Sprung vom Naturabmalen mehr oder weniger impressionistisch zum Fühlen eines Inhalts, zum Abstrahieren zum Geben eines Extraktes“ „inspiriert“. In kurzer Zeit entwickelten sich Kandinsky und Münter durch die weit fortschrittlicher malenden Kollegen zu expressionistischen Malern. In diesem Jahr lernte er Rudolf Steiner kennen, dessen damalige Theosophie und nachherige Anthroposophie sein späteres Schaffen inspirierte und beeinflusste.

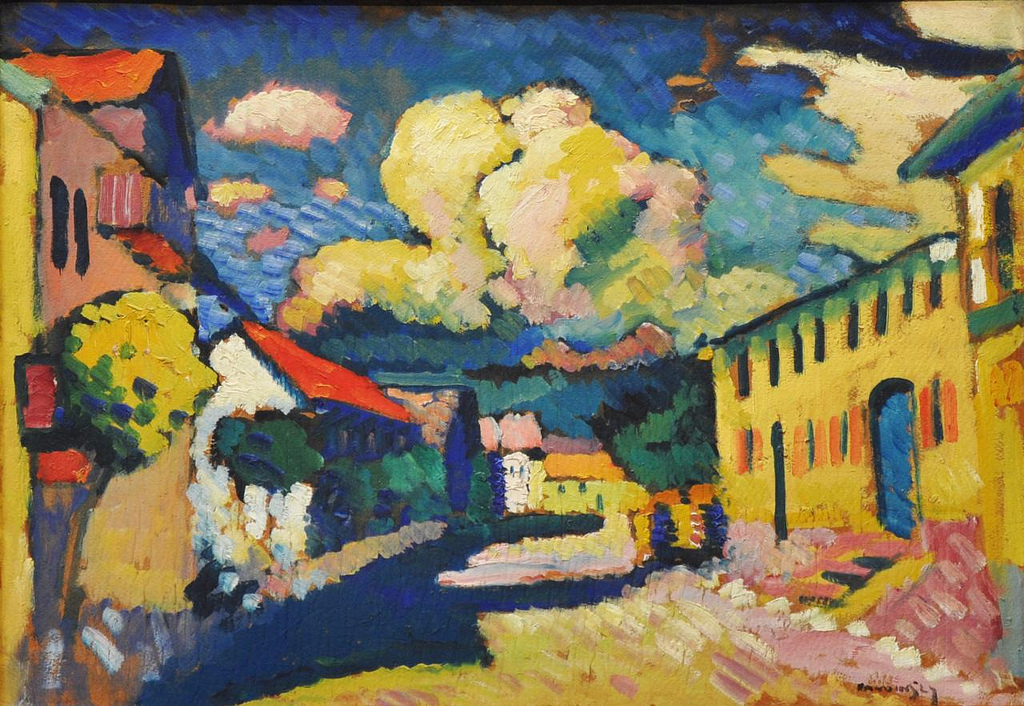
Murnau, Dorfstraße, 1908

Möglicherweise hatte sich nach dem ersten gemeinsamen Murnauer Aufenthalt das Verhältnis zwischen den beiden Malerpaaren kurzfristig getrübt. Vieles weist darauf hin, denn Weihnachten 1908 konzipierten Werefkin, Jawlensky, Adolf Erbslöh und Oscar Wittenstein im „rosafarbenen Salon“ der Werefkin allein die Idee, die Neue Künstlervereinigung München (N.K.V.M.) ins Leben zu rufen. Münter und Kandinsky waren jedenfalls an dem Projekt zunächst nicht beteiligt. Darüber ärgerte sich Kandinsky noch Jahre später, was zu einem gewissen Grad sein zögerliches Verhalten erklärt, als man ihm im Januar 1909 anbot, den Vorsitz der N.K.V.M. zu übernehmen. Seit 1908 war Kandinsky Mitglied der Berliner Secession. Auf Grund einer Meinungsverschiedenheit mit dem Maler Charles Johann Palmié führte Kandinsky die sogenannte „Vierquadratmeter-Klausel“ in die Satzung der N.K.V.M. ein, gegen die er 1911 willentlich verstoßen sollte. Die Eintragung des Vereins in das städtische Vereinsregister von München erfolgte am 10. Mai 1909. In dieser Vereinigung hatte man sich zum Ziel gesetzt, „Kunstausstellungen in Deutschland wie im Ausland zu veranstalten“. Innerhalb dieses Kreises kam es zu drei bedeutenden Gemeinschaftsausstellungen in der Modernen Galerie Heinrich Thannhauser in München. In diese Zeit fällt auch seine Entwicklung hin zur abstrakten Malerei.

### Bekanntschaft mit Franz Marc

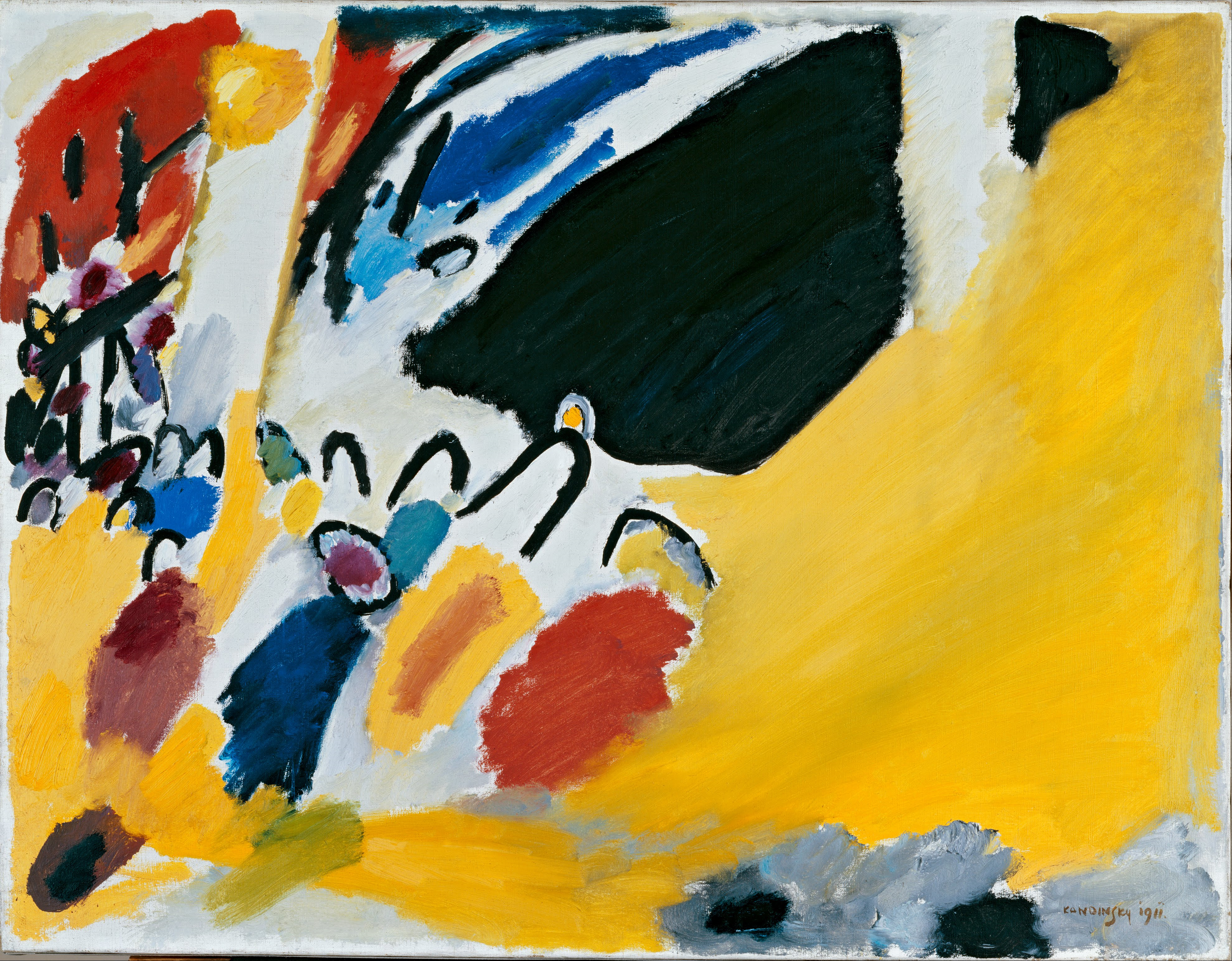
Impression III (Konzert), 1911

Am 1. Januar 1911 hielten sich Kandinsky und Münter in Marianne von Werefkins Atelierwohnung in der Giselastraße 23 in München auf; Franz Marc kam dort erstmals hinzu. Sie besuchten gemeinsam am folgenden Tag, begleitet von Alexej Jawlensky und Helmuth Macke, ein Konzert von Arnold Schönberg in München. Unter dem Eindruck der neuartigen Musik Schönbergs malte Kandinsky kurz darauf das Bild Impression III (Konzert) und schrieb dem ihm unbekannten Komponisten einen Brief, womit er eine inhaltliche Diskussion auslöste, in der Kandinskys „Thesen von der Verwandtschaft der Dissonanzen in der Kunst in der aktuellen Malerei wie in der musikalischen Komposition von Schönberg […] aufgegriffen und fortgesetzt wurden“. Am 4. Februar 1911 wurde Franz Marc Mitglied der N.K.V.M. und zugleich zum 3. Vorsitzenden der Vereinigung ernannt.

### Der Blaue Reiter
Als es in der N.K.V.M. immer häufiger zu Unstimmigkeiten gekommen war, die sich an Kandinskys zusehends abstrakter werdender Malerei entzündete – man forderte von ihm „möglichst verständliche Werke“ –, legte Kandinsky im Januar 1911 den Vorsitz der N.K.V.M. nieder. Er blieb aber vorerst Mitglied des Vereins. Im Juni entwickelte er Pläne zu eigenen Aktivitäten außerhalb der N.K.V.M. Eine „Art Almanach“, den er zunächst „Die Kette“ nennen wollte, gedachte er herauszubringen. Franz Marc gewann er zum Mitmachen, indem er ihm die gemeinschaftliche Redaktion des Buches Der Blaue Reiter anbot.

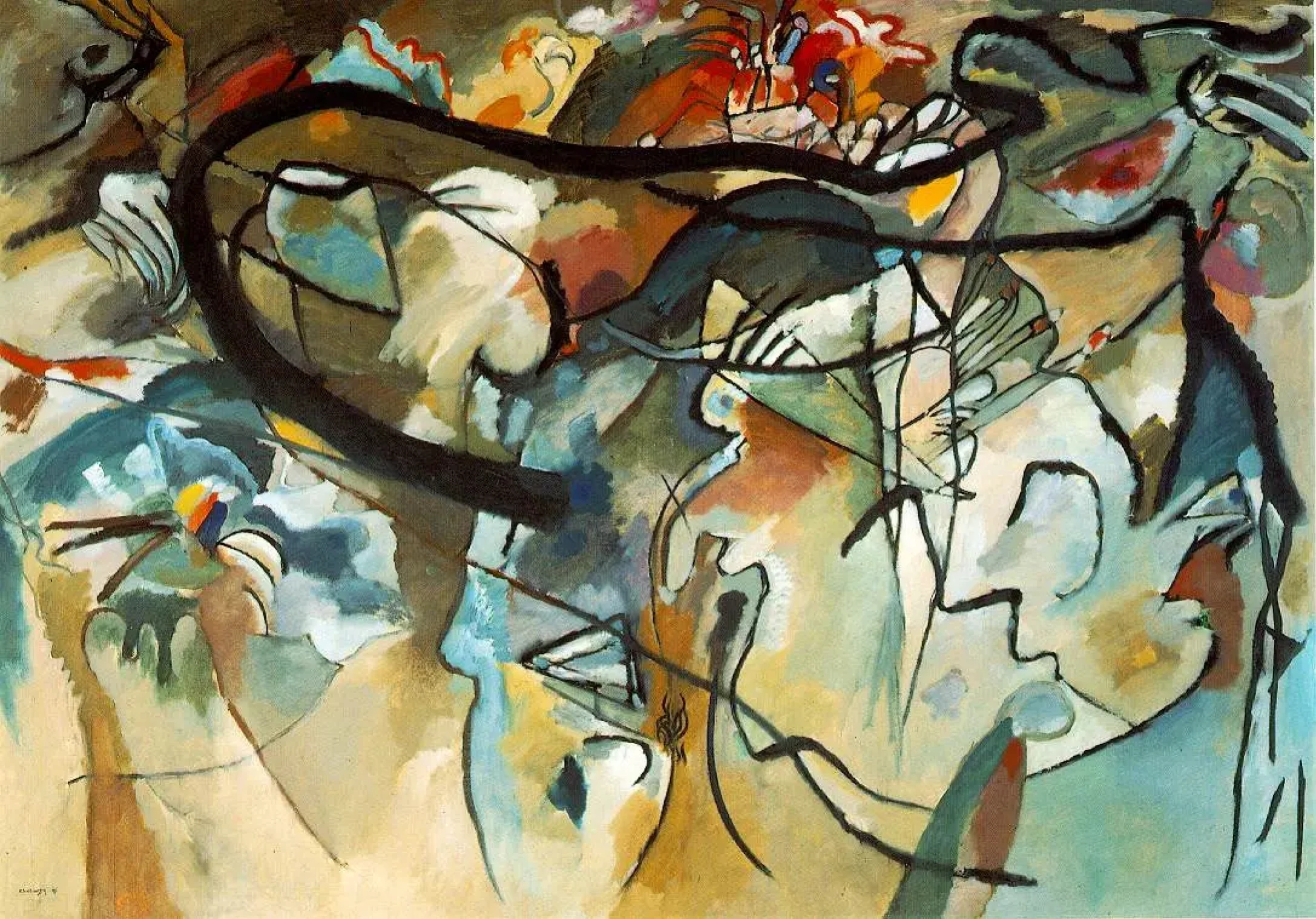
Das Jüngste Gericht/Komposition V, 1911

Im Sommer beschlossen Kandinsky und Marc eine Abspaltung von der N.K.V.M. Insgeheim bereiteten sie für den kommenden Winter eine eigene Gegenausstellung zur Ausstellung der N.K.V.M. vor. Kandinsky malte das legendäre abstrakte Gemälde mit dem bedeutungsvollen Titel Das Jüngste Gericht/Komposition V, das mit über fünf Quadratmetern eindeutig gegen die Satzung der N.K.V.M. verstieß. Am 2. Dezember wurde das Bild der Jury präsentiert und fiel folgerichtig durch. „Protest“ vortäuschend, verließen Kandinsky und Marc die N.K.V.M. Münter und Alfred Kubin schlossen sich ihnen an. Mehr als 20 Jahre später verriet Kandinsky erstmals seinen und Marcs Plan: „Da wir beide den ‚Krach‘ schon früher witterten, hatten wir eine andere Ausstellung vorbereitet.“
Im Jahr 1938 erinnerte sich Kandinsky an die Zeit des Austritts und die Gründung des Blauen Reiters zurück, als er an Galka Scheyer, die Die Blaue Vier in Amerika vertrat, schrieb: „Ich schreibe Ihnen auf dem Papier der N.K.V.M., in der ich 2–3 Jahre 1. Vorsitzender war. Der Briefkopf stammt von mir. Meine Tätigkeit endete mit einem hübschen Krach, der zur Gründung des ‚Blauen Reiters‘ führte. Alte Zeiten! Die N.K.V.M. wurde 1908 gegründet, Ende 1911 trat ich aus. Sofort darauf veranstaltete ich mit Hilfe von Franz Marc eine Ausstellung der Redaktion des B.[lauen] R.[eiter] bei Thannhauser. Unsere Säle lagen dicht an den Räumen der Ausstellung der N.K.V.M. Es war eine Sensation. Da ich rechtzeitig den ‚Krach‘ voraussah, hatte ich ein reiches Ausstellungsmaterial für den B. R. vorbereitet. So fanden die beiden Ausstellungen gleichzeitig statt. Auf den Tischen der Thannhauser-Galerie lagen die ersten Exemplare des ‚Geistigen in der Kunst‘. ‚Die Rache war süss‘!“

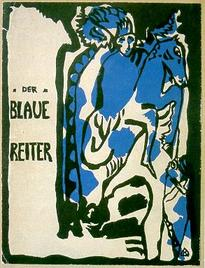
Umschlagillustration des Almanachs Der Blaue Reiter von Kandinsky, 1912

Am 18. Dezember 1911 wurde die erste Ausstellung der Redaktion Der Blaue Reiter in der Modernen Galerie Thannhauser in München eröffnet. Begleitend zur Ausstellung erschien Kandinskys Buch Über das Geistige in der Kunst, insbesondere in der Malerei. Hierbei handelt es sich um eine Publikation, die Vorläufer in dem Buch mit dem Titel Grundprobleme der Malerei. Ein Buch für Künstler und Lernende hat. Es stammt von Werefkins und Jawlenskys Schüler Rudolf Czapek. Kandinsky kannte und besaß Czapeks Abhandlung. Auffallenderweise zitiert er Czapeks Werk jedoch nicht. Verblüffende Ähnlichkeiten und Übereinstimmungen lassen sich im Vergleich beider Bücher feststellen. Der Einfluss zur Abstraktion in seinem ersten theoretischen Kompendium, das er bereits 1910 geschrieben hatte, entstand auch unter dem Einfluss der neuesten physikalischen Entdeckungen Max Plancks und Albert Einsteins sowie der anthroposophischen Bewegung um Rudolf Steiner. Kandinsky formulierte Grundlegendes zur synästhetischen Wirkung der Farbe: „… muss freilich das Sehen nicht nur mit dem Geschmack, sondern auch mit allen anderen Sinnen im Zusammenhang stehen, … manche Farben können unglatt, stechend aussehen, wogegen andere wieder als etwas Glattes, Samtartiges empfunden werden, so dass man sie gerne streicheln möchte“. Synästhesie war vorbereitet durch Henry van de Velde, Wilhelm Worringers Schrift Abstraktion und Einfühlung (1907) und der Eurythmie der Anthroposophen.
Der Almanach „Der Blaue Reiter“ erschien ein halbes Jahr später, im Mai 1912, im Piper Verlag. Das Wort „Almanach“ musste auf Wunsch des Verlegers Piper aus dem Titelholzschnitt von Kandinsky vor Drucklegung entfernt werden. Geplante weitere Ausgaben erschienen nicht mehr, dafür wurde 1914 eine zweite Auflage mit neuem Vorwort Marcs nachgedruckt. Die in diesen Schriften zusammengetragenen Gedanken waren für die weitere Entwicklung der abstrakten Malerei von grundlegender Bedeutung. 1912 entwarf Kandinsky für die älteste Parfüm-Fabrik der Welt, Johann Maria Farina gegenüber dem Jülichs-Platz in Köln, einen Parfüm-Flacon.

### Rückkehr nach Russland

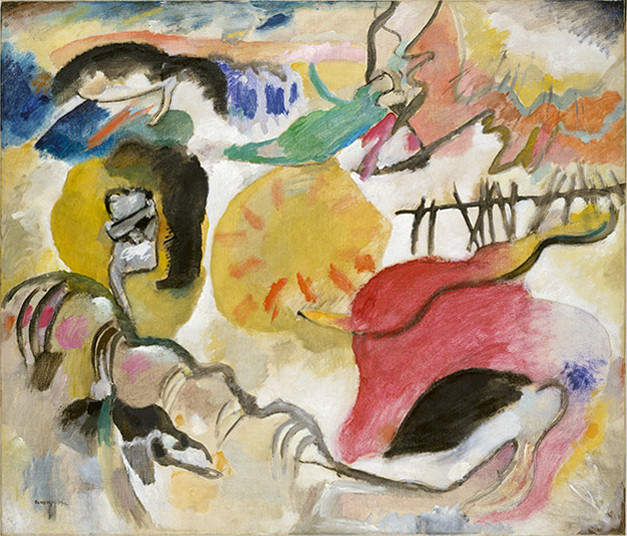
Improvisation 27, Garden of Love II, 1912, war in der Armory Show ausgestellt

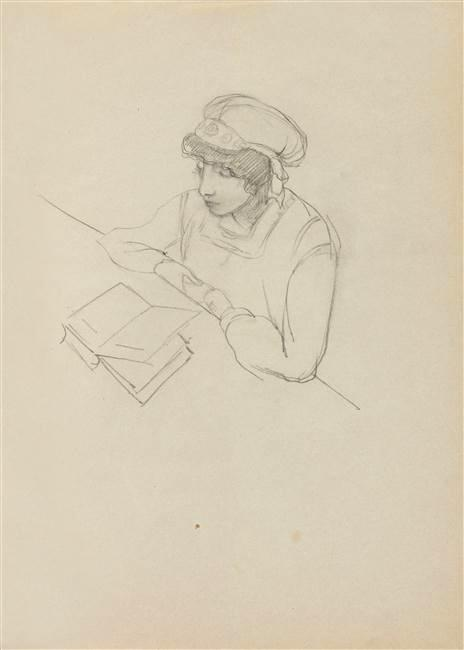
Porträt Nina Kandinsky (1917)

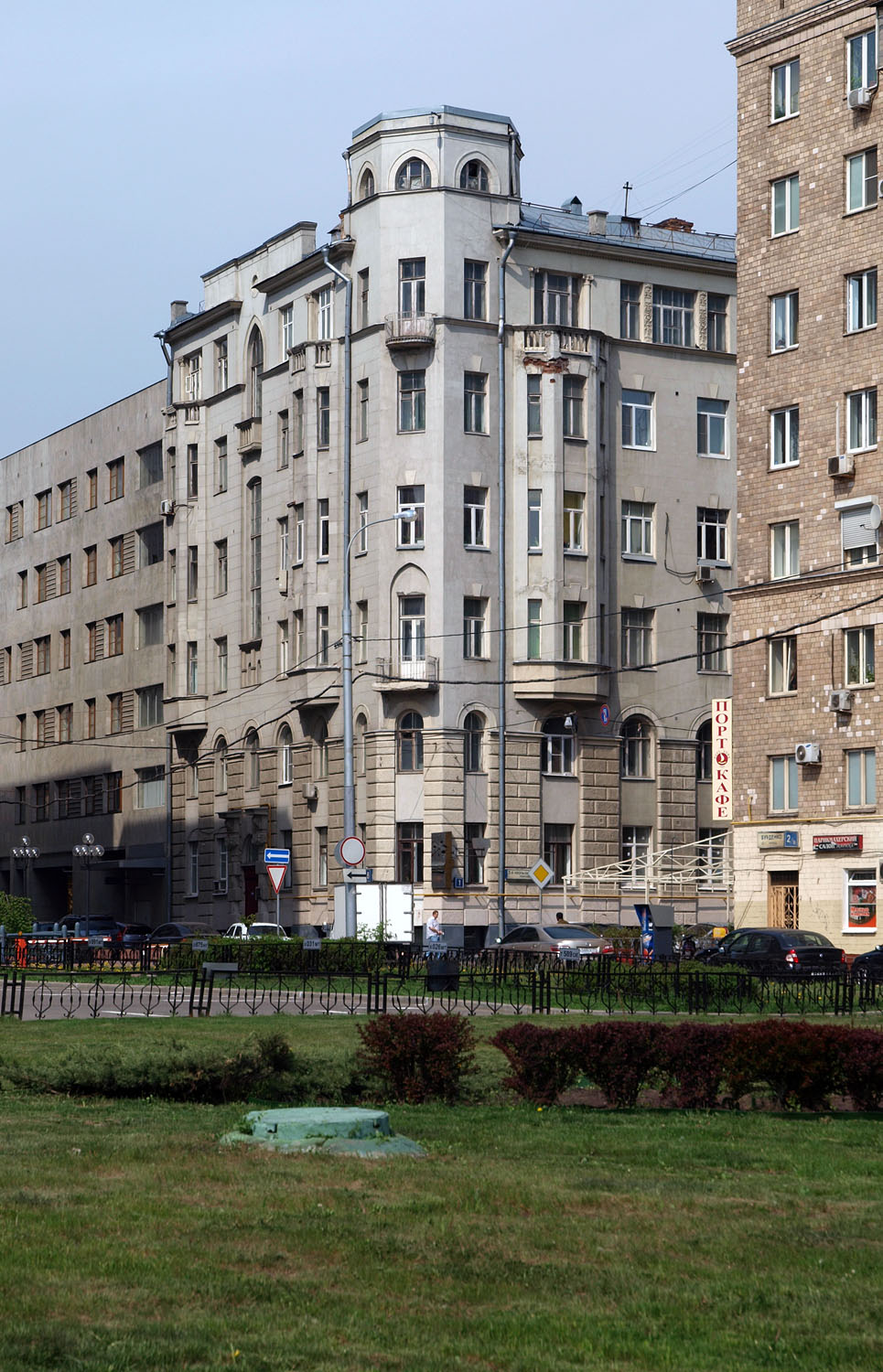
Moskau, Burdenko 8. Kandinsky lebte hier von 1915 bis 1921.

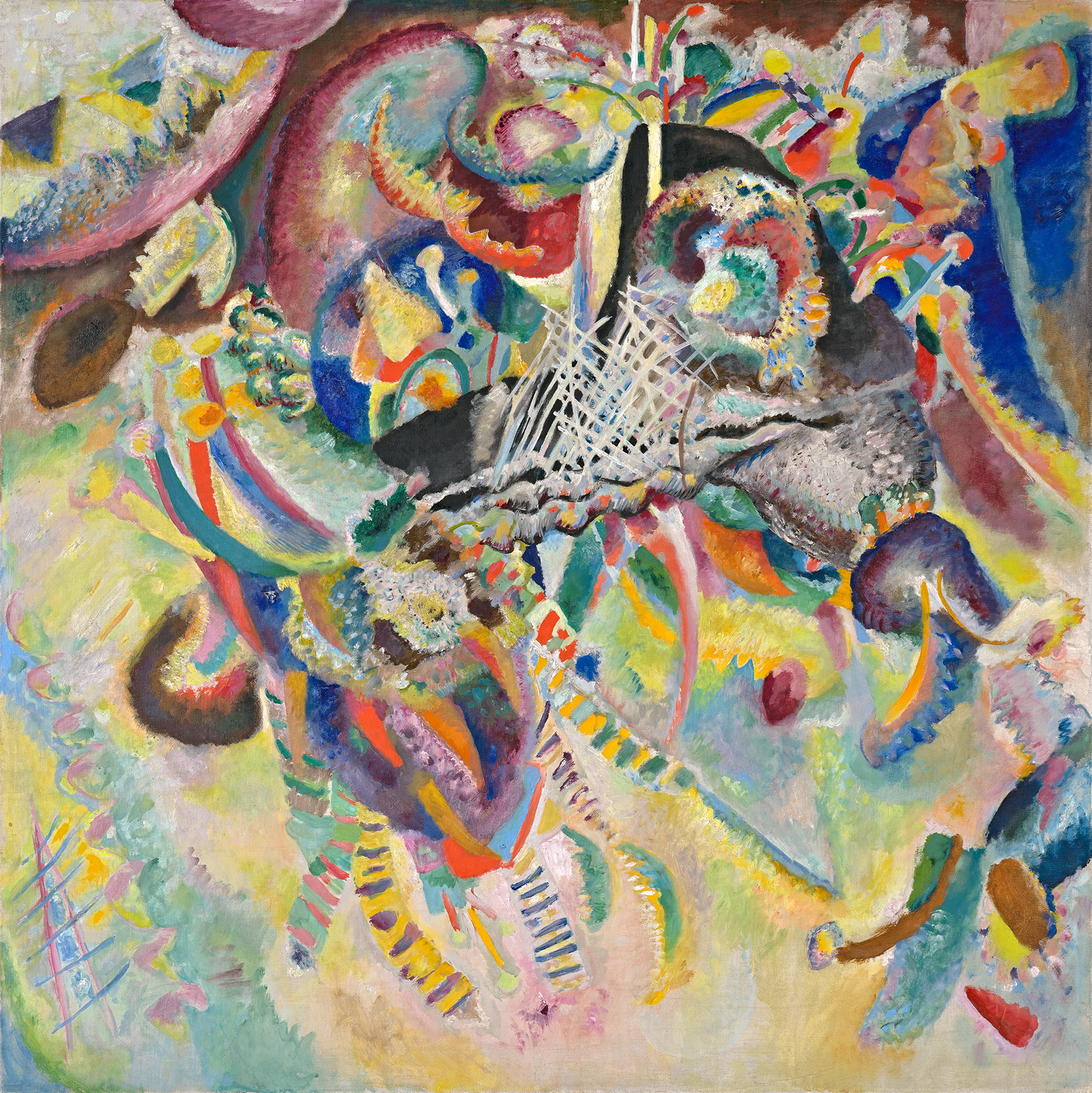
Fugue, 1914

Ein Jahr vor dem Beginn des Ersten Weltkrieges war Kandinsky in der Armory Show in New York mit Improvisation Nr. 27 und mit sieben Bildern im Ersten Deutschen Herbstsalon in Berlin vertreten. Nach der deutschen Kriegserklärung gegen Russland am 1. August 1914 konnte er nicht in Deutschland bleiben und floh mit Gabriele Münter am 3. August in die Schweiz. Von dort aus reiste er im November ohne Münter über Zürich weiter nach Russland und ließ sich in Moskau nieder.
Kandinsky erhielt verschiedene Professuren und gründete eine „Akademie der Kunstwissenschaften“. Am 11. Februar 1917 heiratete er in zweiter Ehe Nina Nikolajewna Andrejewskaja, nachdem er bereits 1911 von seiner ersten Frau geschieden worden war und mit Gabriele Münter nach einem letzten Treffen in Stockholm 1916 gebrochen hatte.
Nach der Oktoberrevolution wurde Kandinsky im Januar 1918 zum Mitglied der Abteilung der visuellen Künste (IZO) im Narkompros. Seine wichtigste Funktion aber übernahm er 1920 als erster Leiter des Instituts für Künstlerische Kultur (INChUK) in Moskau, wo er auf die führenden Künstler der russischen Avantgarde traf, auf Malewitsch, Tatlin und Rodtschenko.
Infolge der Revolution verlor Kandinsky sein Vermögen, das dank der Erbschaft von einem Onkel nicht unbedeutend gewesen war. 1920 starb sein 1917 geborener Sohn Wsewolod.
Die Verhältnisse in Sowjetrussland – die Einschränkungen der Kunstfreiheit durch die neuen Machthaber – wurden für ihn zunehmend unerträglich. Das Ehepaar reiste im Dezember 1921 über Riga nach Berlin aus, und Kandinsky nahm im Juni 1922, dem Ruf von Walter Gropius folgend, eine Lehrtätigkeit an der Werkstatt für Wandmalerei am Bauhaus in Weimar auf. Er konnte zwar legal ausreisen und nahm zwölf seiner Bilder mit, die restlichen verblieben jedoch im Depot des Moskauer Museums.

### Lehrer am Bauhaus

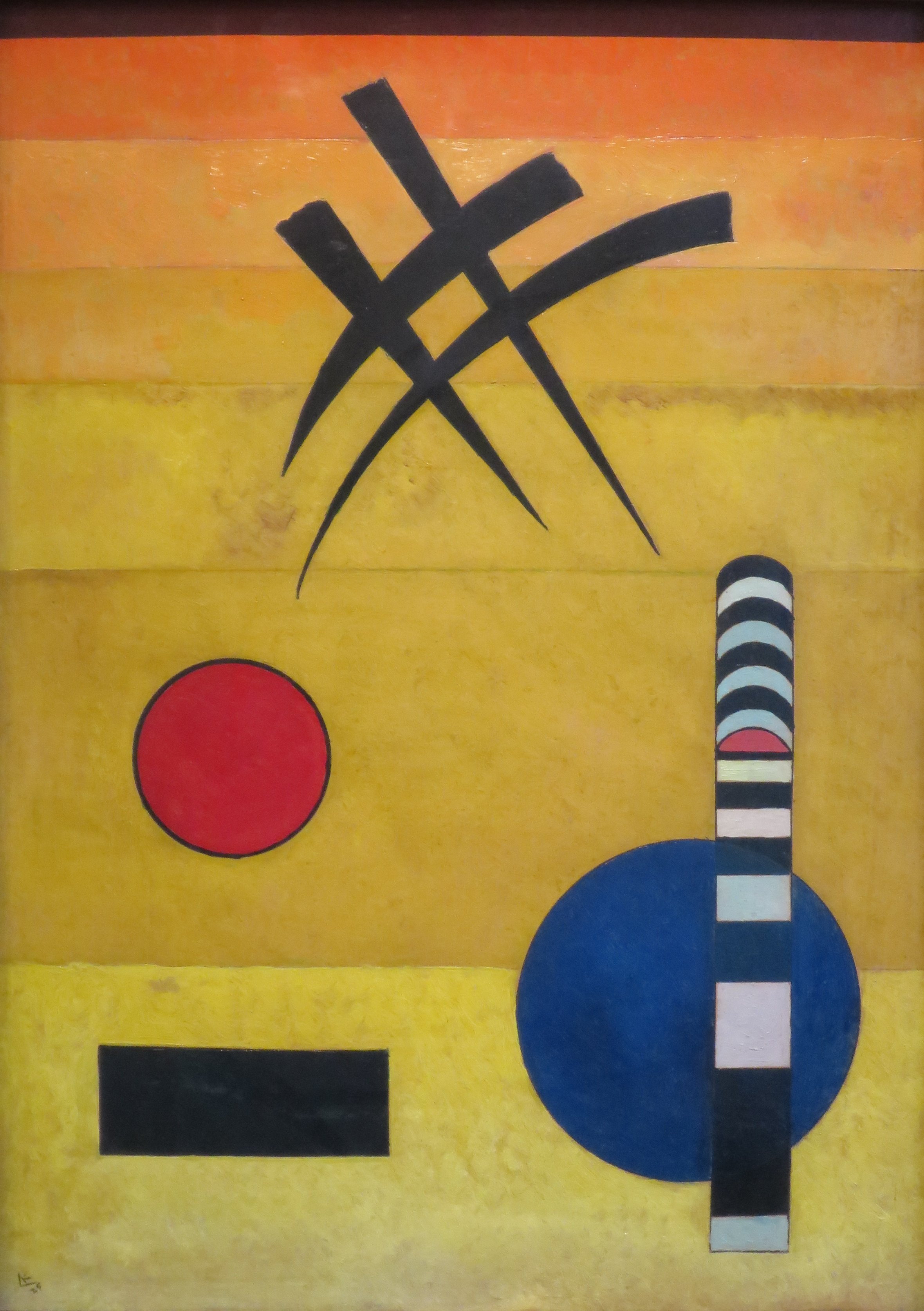
Sign, 1925, Öl auf Kartonpapier, Los Angeles County Museum of Art

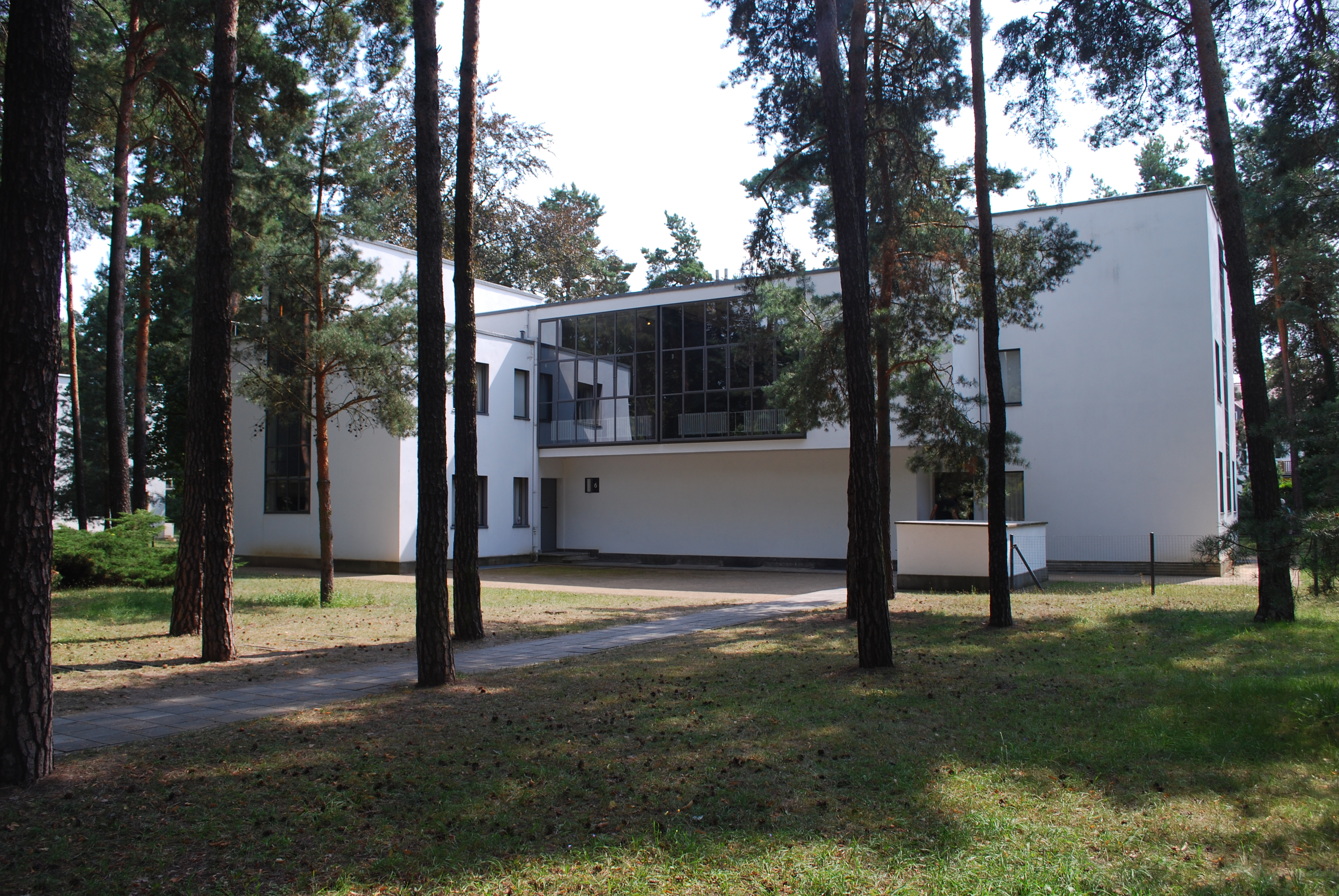
Wohnhaus von Paul Klee und Wassily Kandinsky in der Meisterhaussiedlung in Dessau, Ebertallee 69/71

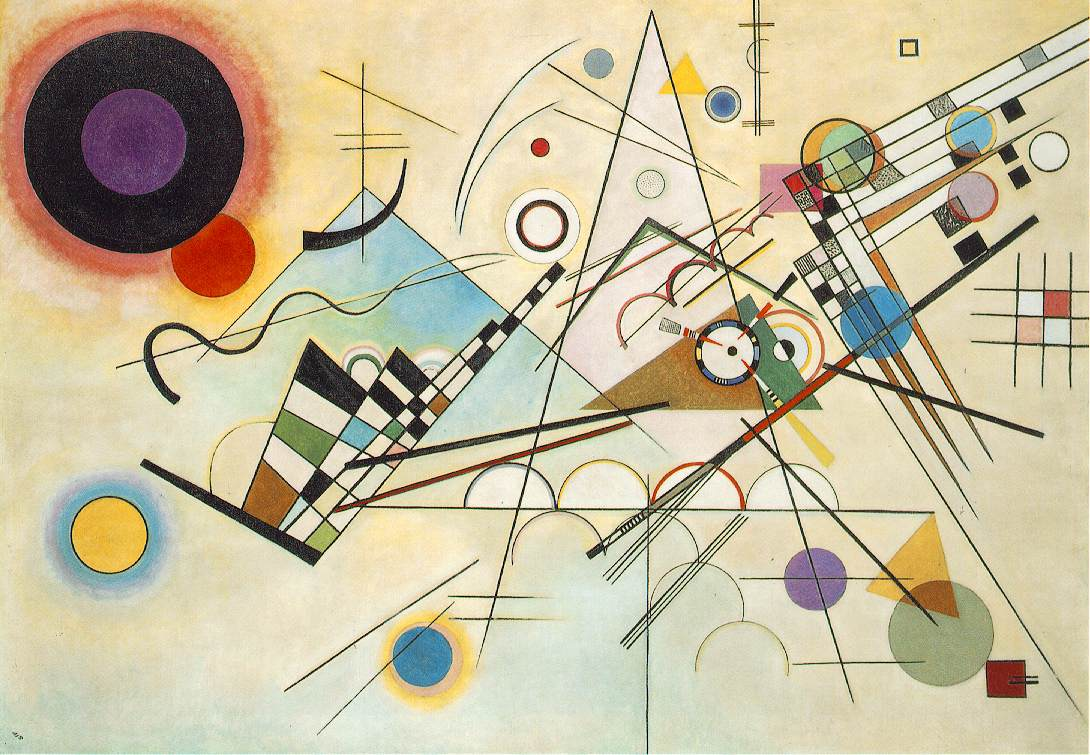
Komposition VIII, 1923, Solomon R. Guggenheim Museum, New York

Bis zur Schließung des Bauhauses im Jahr 1933 nach der nationalsozialistischen Machtübernahme, war Kandinsky als Lehrer in Weimar, Dessau und Berlin tätig, wo er in Kontakt mit dem russischen Konstruktivismus kam. In dieser Zeit setzten sich endgültig die geometrischen Strukturen in seinen Bildern durch. Nach dem Weggang von Johannes Itten aus Weimar 1923 bis zur endgültigen Schließung des Bauhauses zehn Jahre darauf, war er dessen stellvertretender Direktor. 
Kandinsky wohnte in Weimar zunächst in der Wohnung von Gropius, dann in einer Pension in der Cranachstraße 7a und schließlich, ab Herbst 1923, in einer kleinen möblierten Wohnung in der Südstraße 3 (heute: Wilhelm-Külz-Straße). In Dessau war er gemeinsam mit Paul Klee einer der Bewohner der Meisterhäuser des Bauhauses.
1924 gründete er mit Lyonel Feininger, Paul Klee und Alexej von Jawlensky die Künstlergruppe Die Blaue Vier. 1926 erschien seine theoretische Schrift: Punkt und Linie zu Fläche. 1928 erwarb er die deutsche Staatsbürgerschaft. 1929 fand seine erste Einzelausstellung von Aquarellen und Zeichnungen in der Galerie Zack in Paris statt.
Im Jahr 1930 traf er in Dessau mit Solomon R. Guggenheim zusammen. Diese Begegnung hatte Hilla von Rebay vermittelt, die Guggenheim dazu hatte bewegen können, eine Sammlung abstrakter zeitgenössischer Kunst anzulegen. Guggenheim kaufte einige Bilder; nach und nach wurde daraus mit über 150 Arbeiten eine der größten Sammlungen von Kandinsky-Werken, die im Museum of Non-Objective Painting, dem heutigen Guggenheim-Museum, zu sehen sind.

### Neubeginn in Frankreich – die späten Jahre

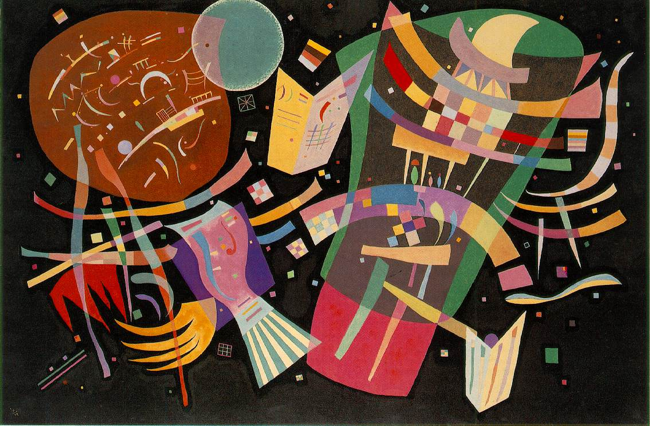
Komposition X, 1939, Kunstsammlung Nordrhein-Westfalen, Düsseldorf

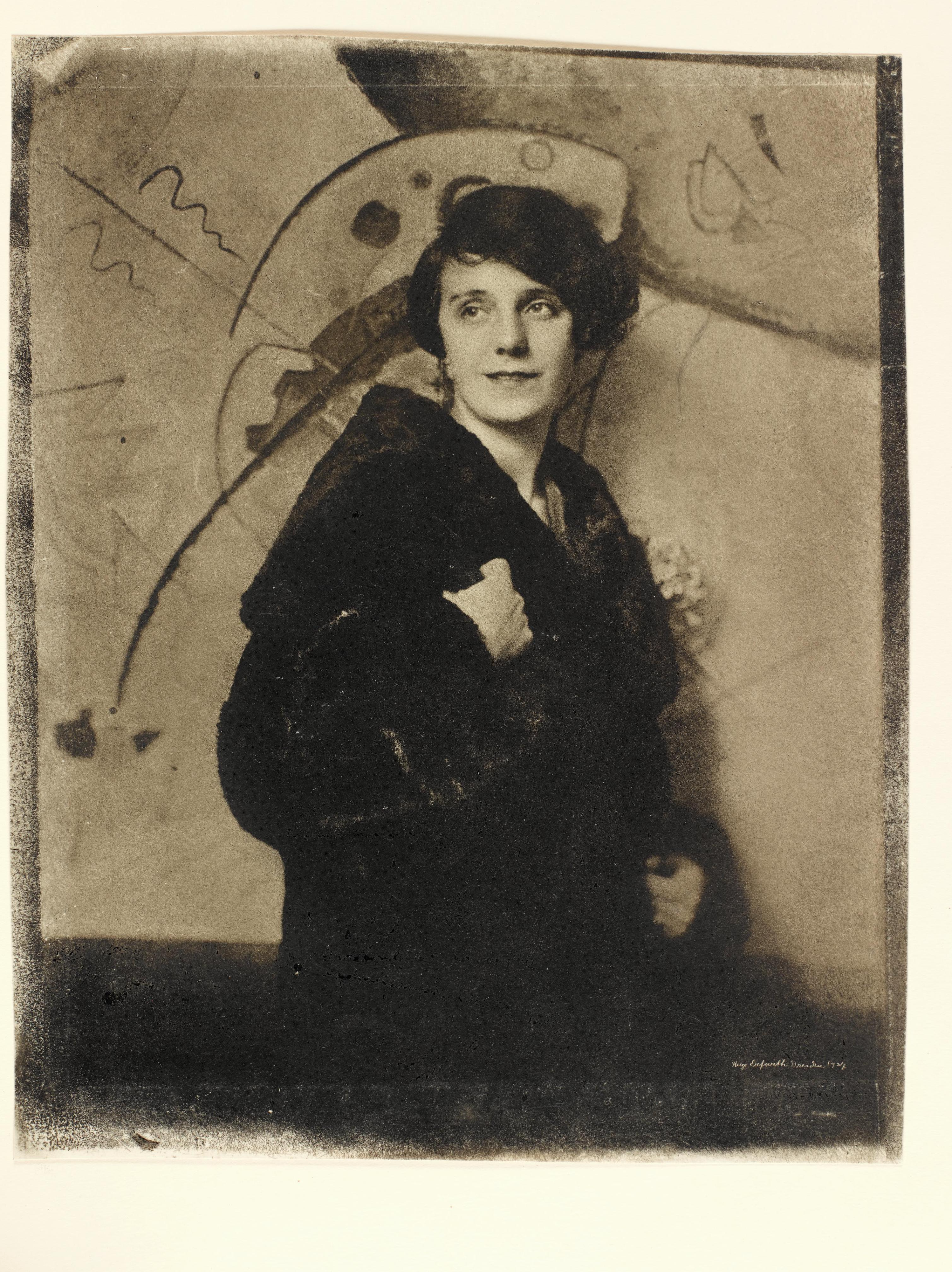
Nina Kandinsky fotografiert von Hugo Erfurth, 1927

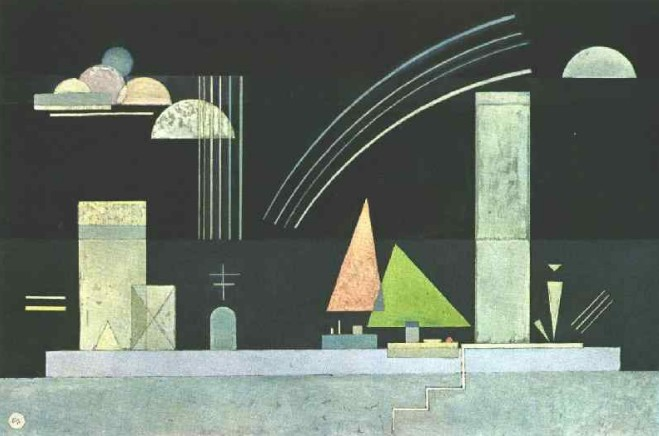
At rest, 1942, Privatbesitz

Nach der Schließung des Bauhauses durch die Nationalsozialisten im Jahr 1933 emigrierte das Ehepaar Kandinsky nach Frankreich und zog nach Neuilly-sur-Seine bei Paris, wo es am Boulevard de la Seine 135 eine Wohnung bezog. Kandinsky hatte es schwer, hier Fuß zu fassen, da die abstrakte Kunst wenig Anerkennung fand und kubistische sowie surrealistische Werke in den Galerien vorherrschten. Lediglich zwei kleine avantgardistische Galerien setzten sich für ihn ein: Jeanne Bucher mit ihrer kleinen Montparnasse-Galerie sowie Christian und Yvonne Zervos, die ihre Galerie im Büro der Kunstzeitschrift Cahiers d’Art führten. 1934 nahm er an der Ausstellung der Künstlerbewegung Abstraction-Création in Paris teil. 1936 folgte die Teilnahme an den Ausstellungen Abstract and Concrete in London und Cubism and Abstract Art in New York. 1939 nahm das Ehepaar die französische Staatsbürgerschaft an, und er beendete seine letzte große Arbeit im Bereich der „Kompositionen“, die Komposition X.
1937 wurden 57 seiner Werke in deutschen Museen von den Nationalsozialisten beschlagnahmt und 14 davon in der Ausstellung Entartete Kunst in München gezeigt. Im selben Jahr beteiligte er sich an der Pariser Ausstellung Origines et Développement de l’Art International Indépendant im Musée Jeu de Paume. 1944 fand seine letzte Ausstellung, die er miterlebte, in der Pariser Galerie l’Esquisse statt. Wassily Kandinsky, der bis Ende Juli 1944 täglich malte, starb am 13. Dezember des Jahres in Neuilly-sur-Seine.
Einige seiner Werke wurden postum auf der documenta 1 (1955), der documenta II (1959), der documenta III (1964) und auch der documenta 8 im Jahr 1987 in Kassel gezeigt.

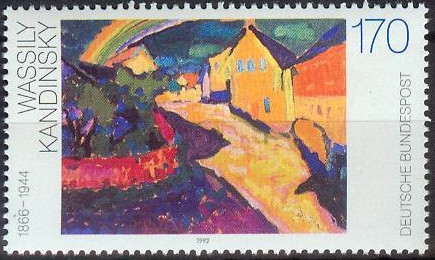
Briefmarke der Deutschen Bundespost Murnau mit Regenbogen, 1992

Die wesentlich jüngere Nina Kandinsky überlebte ihren Mann um 36 Jahre. Sie hatte es sich zur Aufgabe gemacht, seinen Nachlass zu verwalten. Durch sie gelangten hinterlassene Bilder durch Verkauf oder Stiftung an große Museen, beispielsweise schenkte sie 30 Gemälde und Aquarelle dem Pariser Centre Pompidou. Im September 1980 fiel sie in ihrem Haus in Gstaad in der Schweiz einem Raubmord zum Opfer.
Im Rahmen der Serie „Deutsche Malerei des 20. Jahrhunderts“ gab die Deutsche Bundespost im Jahr 1992 eine 170-Pfennig-Sonderbriefmarke mit dem Motiv Murnau mit Regenbogen heraus.

## Farbtheorie

### Farben und Formen
Kandinsky besaß eine außergewöhnliche bildnerische Intelligenz und hatte ein ausgeprägtes Empfinden für Farbe und Form.
Er ordnete den Farben tiefere Bedeutungen und Assoziationen zu und stellte sie in Gegensatzpaaren gegenüber:
- Blau (kalt, Himmel, Übersinnliches, Unendlichkeit und Ruhe, konzentrisch)
- Gelb (warm, irdisch bis zu aufdringlich, aggressiv, exzentrisch)
- Schwarz (dunkel) – Weiß (hell)
- Rot – Grün
- Orange – Violett

Kandinsky ging von der Synästhesie (Verschmelzen verschiedener Sinneseindrücke) aus und ordnete den Farben verschiedene andere Sinneseindrücke zu, der Farbe Blau beispielsweise die Eigenschaften „weich“ und „aromatisch“, der Farbe Gelb hingegen „scharf“ und „stechend“.

„Der Punkt ist Urelement, Befruchtung der leeren Fläche. Die Horizontale ist kalte, tragende Basis, schweigend und ‚schwarz‘. Die Vertikale ist aktiv, warm, ‚weiß‘. Die freien Geraden sind beweglich, ‚blau‘ und ‚gelb‘. Die Fläche selbst ist unten schwer, oben leicht, links wie ‚Ferne‘, rechts wie ‚Haus‘.“

Des Weiteren versuchte er die Zugehörigkeit bestimmter Farben zu bestimmten Formen nachzuweisen:
- Blau – Kreis
- Rot – Quadrat
- Gelb – Dreieck

### Parallelen zur Musik

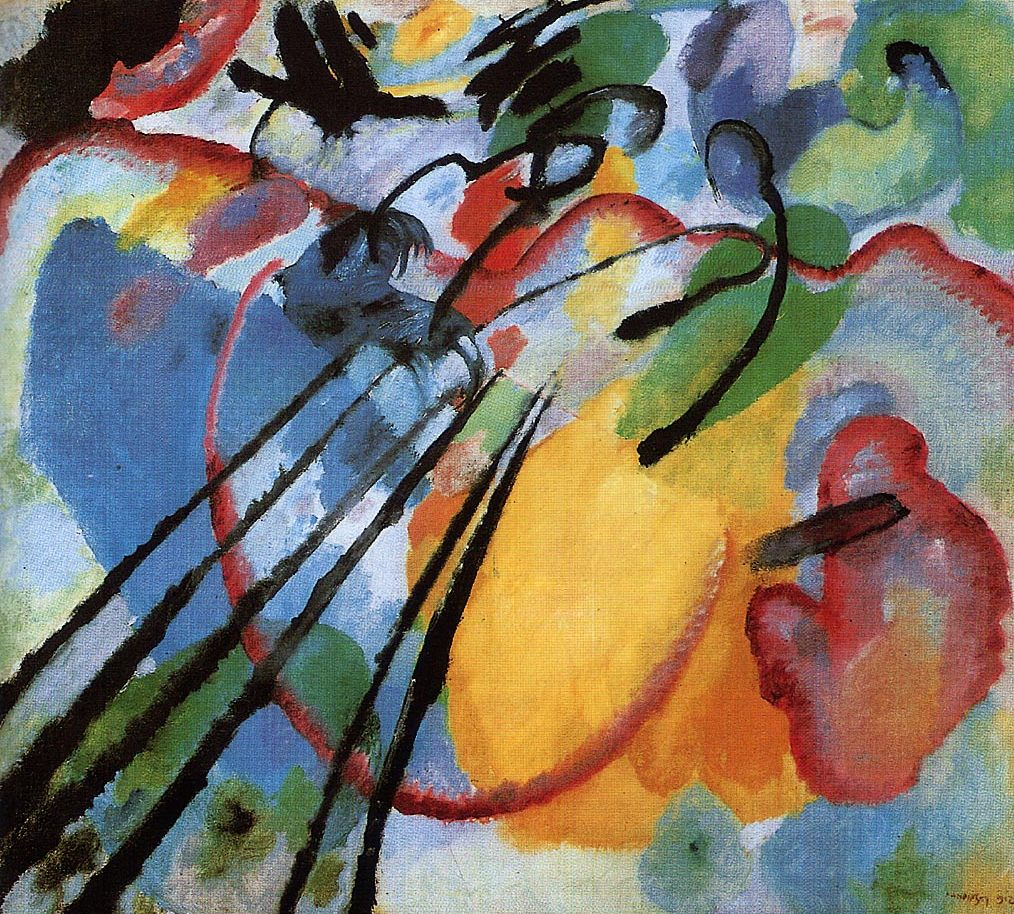
Improvisation 26, 1912, Städtische Galerie im Lenbachhaus, München

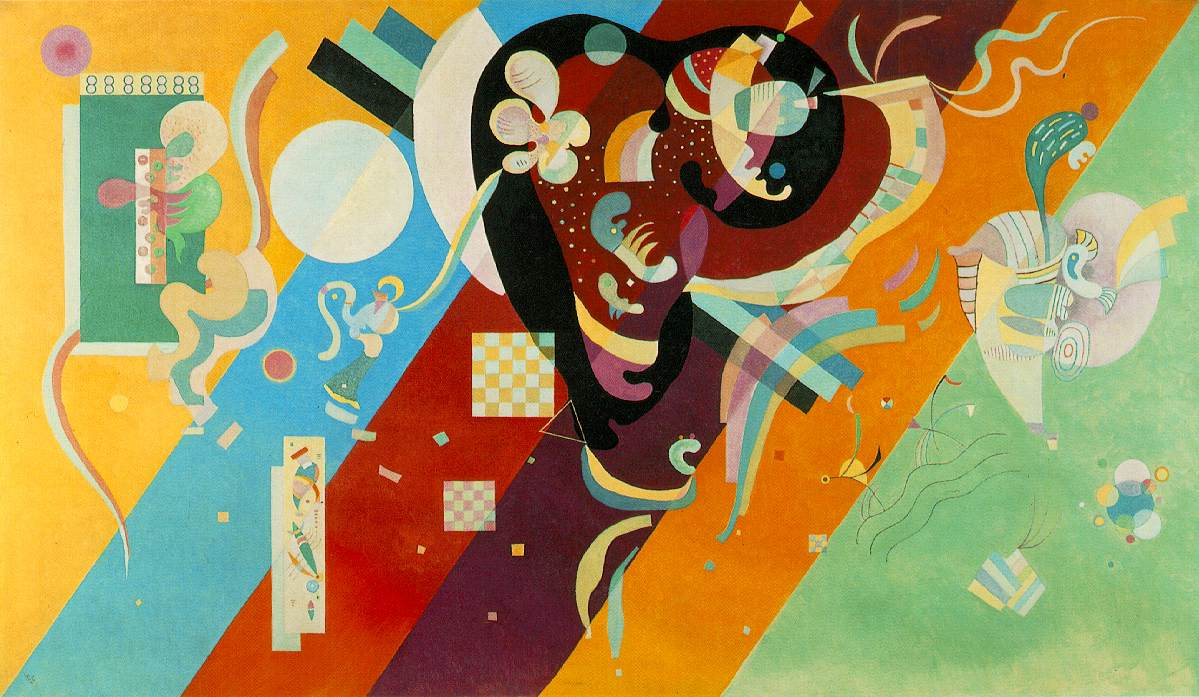
Composition IX, 1936, Musée National d’Art Moderne, Paris

Mit dem zunehmenden Abstraktionsgrad seiner Bilder entwickelte Kandinsky eine Art Grammatik, die es ihm möglich machte, in der Gegenstandslosigkeit zu arbeiten. Als Vorbild diente ihm hierbei die Musik, wo es möglich ist, Gefühle durch Noten auszudrücken. Ähnlich wie in der Musik teilte er seine Werke in drei Gruppen ein:
- „Improvisationen“: unbewusste, plötzliche Vorgänge in der „inneren Natur“, dem Charakter
- „Impressionen“: Eindrücke aus der äußeren Natur
- „Kompositionen“: sich langsam bildende Ausdrücke des Charakters, die beinahe pedantisch geprüft und ausgearbeitet werden; das Bewusste steht im Vordergrund.

Die Grundidee bei diesen Bildern ist das Hören von Farben bzw. das Sehen von Klängen. Ziel der Kunst ist die Farbharmonie und das Berühren der menschlichen Seele. Dazu ordnet er „Farbklänge“ zu „Farbsymphonien“ an, die – ähnlich wie die Töne und Klänge in der Musik – Harmonie- oder Dissonanzgefühle auslösen.
Vergleiche:
- die Form = eine Klaviertaste
- grellgelb = hohe Trompetentöne
- helles Blau = Flöte
- dunkles Blau = Cello
- tiefer gehendes Blau = Ton eines Kontrabasses
- tiefes, feierliches Blau = Klang einer tiefen Orgel

## Kandinsky und der Japonismus
Obwohl sich Kandinsky zur japanischen Kunst offensichtlich nie geäußert hat, belegen japanische Holzschnitte in seinem Nachlass, dass er nicht nur fernöstliche Kunst sammelte, sondern sich auch mit ihr auseinandersetzte. Zu den überkommenen Objekten gehören drei Färberschablonen (katagami) aus dem 19. Jahrhundert und Drucke, u. a. Blätter von Hokusai, Hiroshige, Kuniyoshi. Diese erklären japanische Einflüsse auf sein Werk, z. B. dass sich in seinen Bildern mit mittelalterlichen, biedermeierlichen oder russische Szenen gelegentlich typisch „japanische Motive, etwa Vogelschwärme oder Wolkenformationen“ finden. Ein anderes markantes Motiv, das Kandinsky 1909 mit geradezu wissenschaftlicher Akribie untersuchte und in seinem Gemälde Naturstudie aus Murnau I/Kochel-Gerade Straße, das sich im Münchener Lenbachhaus befindet, untersuchte, ist die „japanische forcierte Perspektive“. Erwähnenswert ist im Zusammenhang des Japonismus bei den Künstlern des Kreises um den Blauen Reiter, dass man Kandinskys Korrespondenz mit Marc die Kenntnis verdankt, dass letzterer in ostasiatische Specksteine seinen Namen bzw. sein Monogramm in japanischen Schriftzeichen schneiden ließ, um sie als Stempel zu verwenden: „Was haben Sie da für einen feinen Stempel.“

## Werk

### Bilder
Kandinsky war ein Synästhetiker, empfand also Farben nicht nur als optische, sondern z. B. auch als akustische Reize. Er ordnete den Farben Klänge, Gerüche, Formen usw. zu. So empfand er Gelb als eine „spitze“ Farbe, die sich in Verbindung mit der spitzen Form des Dreieckes steigere. Daher versuchte er Bilder zu malen, wie man Musik komponiert; er sprach von „Farbklängen“ und verglich die Harmonie von Farben mit der Harmonie von Klängen. Kandinsky sah auch die Gefahren für die abstrakte Kunst und schrieb, dass die Schönheit der Farbe und der Form kein genügendes Ziel der Kunst sei.

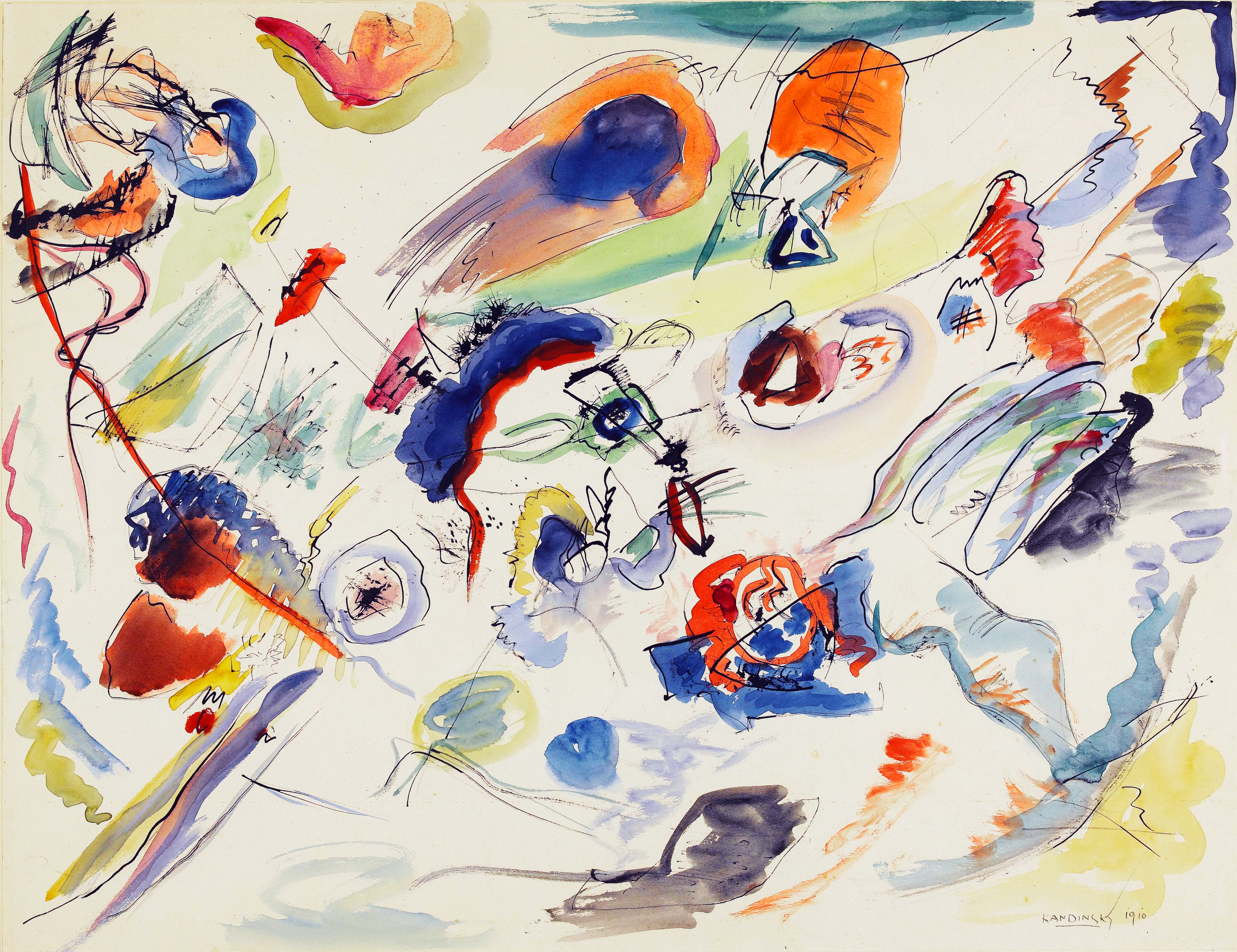
Erstes abstraktes Aquarell, 1910 oder 1913 entstanden, möglicherweise eine Studie zu Komposition VII

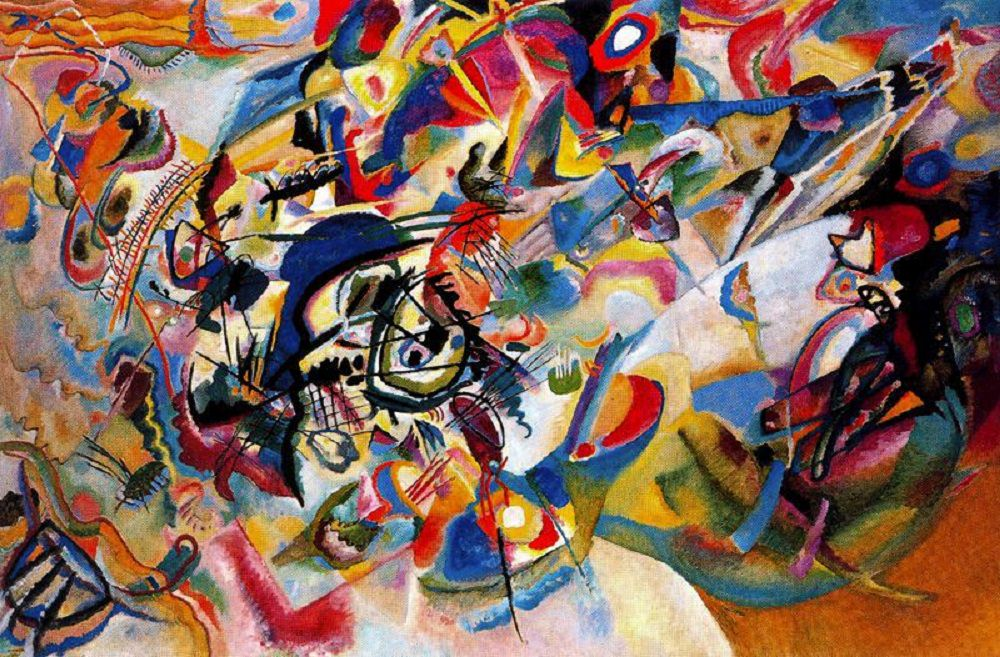
Komposition VII, 1913

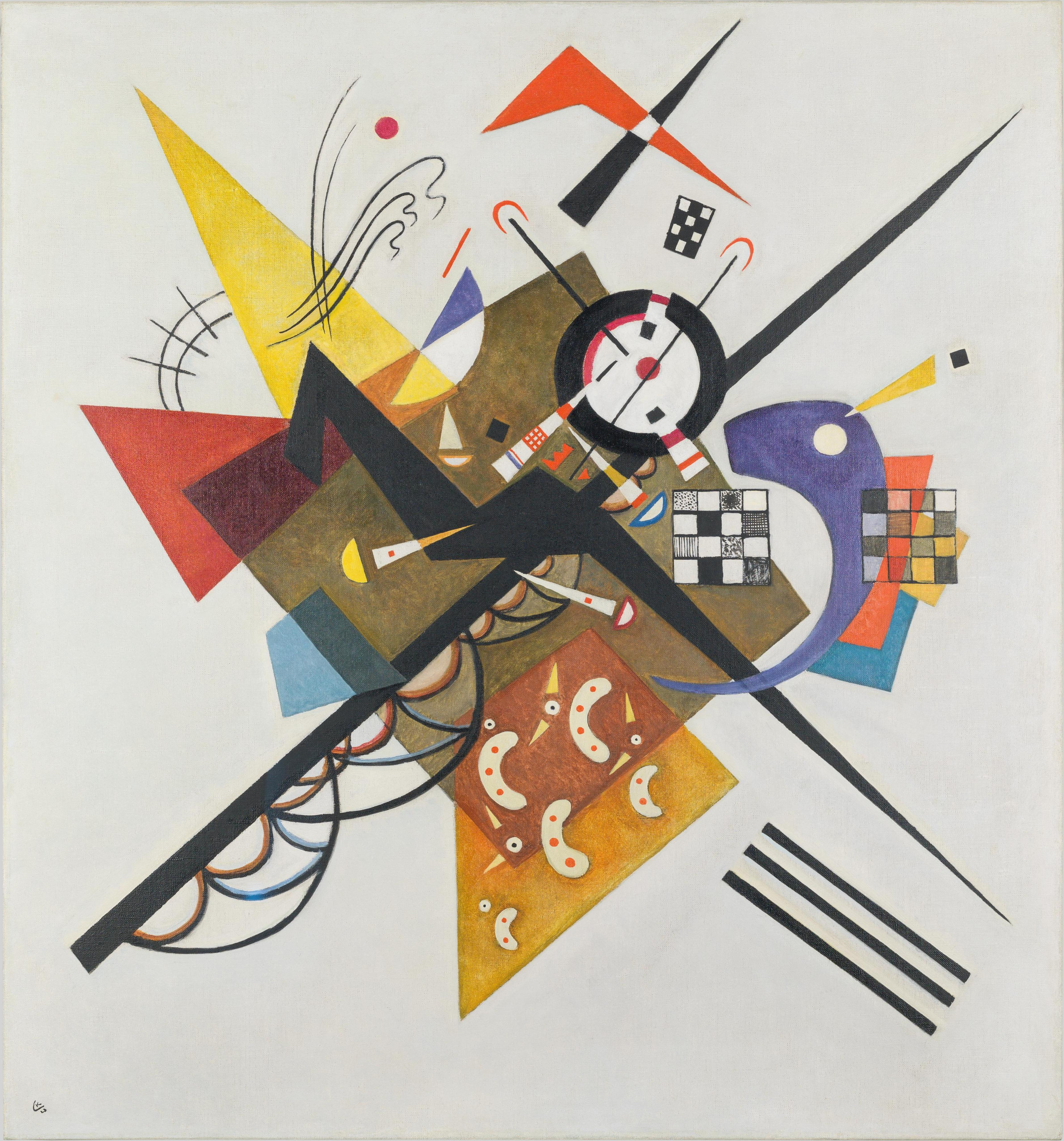
Auf Weiß II, 1923

- 1903: Gabriele Münter beim Malen in Kallmünz, München, Städtische Galerie im Lenbachhaus.[56]
- 1904: Erinnerung an Venedig 4 (Rialtobrücke), Centre Pompidou, Paris
- 1907: Das bunte Leben, München, vom Lenbachhaus restituiert[57][58]
- 1909: Friedhof und Pfarrhaus in Kochel, München, Lenbachhaus[59]
- 1909: Murnau – Aussicht mit Eisenbahn und Schloss, München, Lenbachhaus
- 1909: Murnau mit Regenbogen
- 1909: Grüngasse in Murnau, München, Lenbachhaus[60]
- 1910: Murnau – Berglandschaft mit Kirche, München, Lenbachhaus[61]
- 1910: Erstes abstraktes Aquarell, datiert 1910, oft als erstes abstraktes Bild genannt (möglicherweise vordatiert); tatsächliches Entstehungsjahr eher 1913 als Studie zu Komposition VII,[62] Musée National d’Art Moderne, Centre Georges-Pompidou, Paris
- 1910: Improvisation 9, Staatsgalerie Stuttgart
- 1911: Romantische Landschaft, München, Lenbachhaus[63]
- 1911: Das jüngste Gericht/Komposition V, Privatbesitz
- 1911: Komposition IV, Düsseldorf, Kunstsammlung Nordrhein-Westfalen
- 1912: Improvisation Sintflut, Kunstmuseen Krefeld
- 1913: Landschaft mit Kirche, Essen, Museum Folkwang
- 1919: Le Gris Dance, Paris, Louvre, Salle XI
- 1921: Roter Fleck II, München, Lenbachhaus[64]
- 1923: Auf Weiß II, Paris, Musée National d’Art Moderne im Centre Georges-Pompidou
- 1923: Durchgehender Strich, Düsseldorf, Kunstsammlung Nordrhein-Westfalen
- 1923: Zwei schwarze Flecke, Sammlung Paul Heinz Bendix[65]
- 1923: Weißer Punkt (Komposition 248), Öl auf Leinwand, 91,5 cm × 73,3 cm
- 1926: Kreuzform, Münster, LWL-Museum für Kunst und Kultur
- 1928: Inszenierung von Modest Mussorgskys Bilder einer Ausstellung am Dessauer Theater
- 1928: Composition, Villeneuve-d’Ascq, LaM
- 1934: Zarter Aufstieg, New York, Solomon R. Guggenheim Museum
- 1937: La petite raie (Der kleine Streifen), Münster, LWL-Museum für Kunst und Kultur

Die größte Sammlung von Werken Kandinskys befindet sich mit über 150 Arbeiten im Guggenheim-Museum New York.

### Schriften

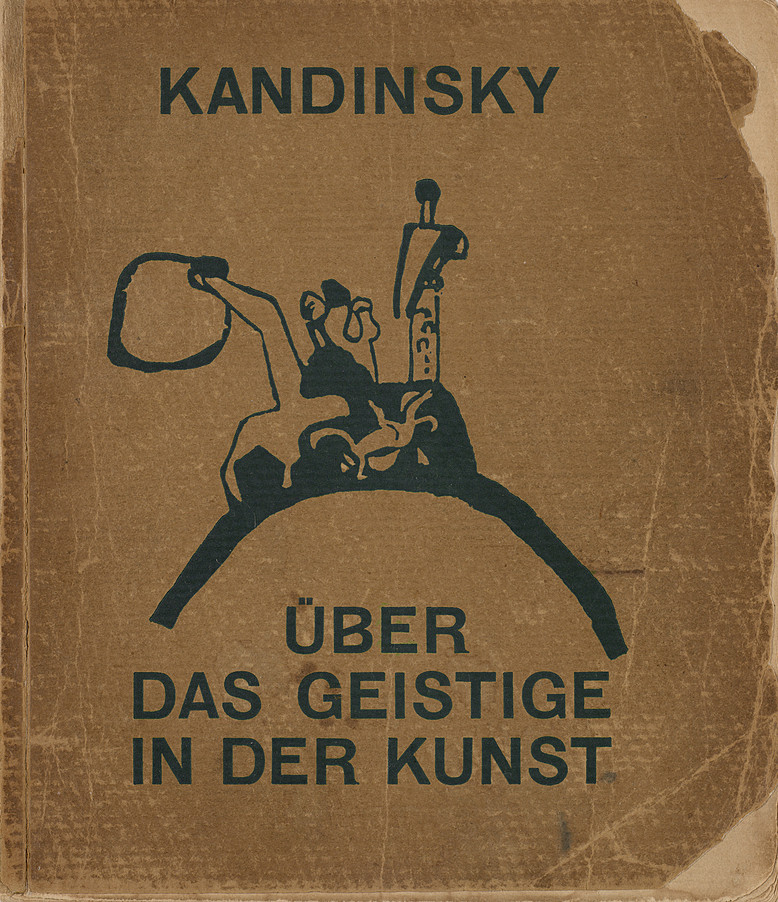
Originalausgabe, 1911

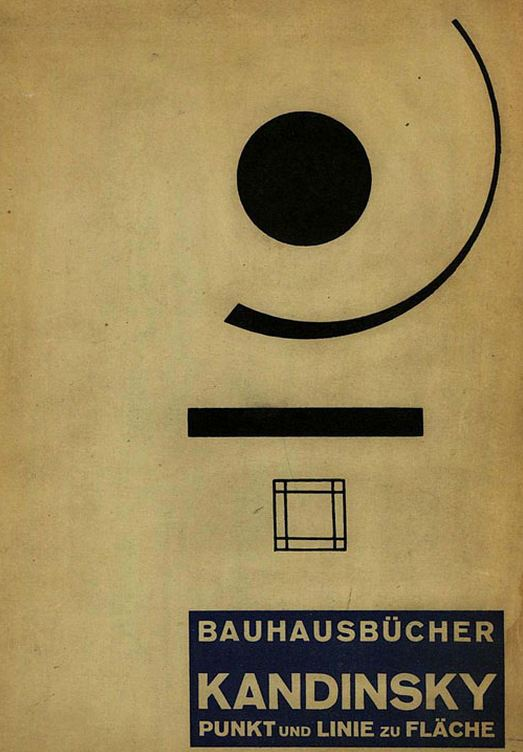
Bauhausbücher Band 9, München 1926

- Wassily Kandinsky: Über die Gesetzmäßigkeit der Arbeiterlöhne, 1893 (Dissertation).
- Wassily Kandinsky: Über das Geistige in der Kunst. Insbesondere in der Malerei. Originalausgabe von 1911 bei R. Piper, München (3. Aufl. 1912, online bei uni-heidelberg.de). Revidierte Neuauflage, Benteli Verlag, Bern 2004, ISBN 3-7165-1326-1.
- Wassily Kandinsky/Franz Marc: Der Blaue Reiter. Originalausgabe von 1912. Piper Verlag, München 2004, ISBN 3-492-24121-2 (vollständiger, unveränderter Originaltext mit sämtlichen Abbildungen und dokumentarischem Anhang, bearbeitet von Klaus Lankheit).
- Wassily Kandinsky: Klänge, mit 12 Farbholzschnitten und 44 Schwarz-Weiß-Holzschnitten. R. Piper, München 1913.
- Wassily Kandinsky: Punkt und Linie zu Fläche. Beitrag zur Analyse der malerischen Elemente. Bauhausbücher Nr. 9, München 1926. (online). 8. Auflage, Benteli, Bern 2002, ISBN 3-7165-0182-4.
- Wassily Kandinsky: Unterricht am Bauhaus. Vorträge, Seminare, Übungen 1923–1933. Hrsg. von Angelika Weißbach. Gebr. Mann Verlag, Berlin 2015, ISBN 978-3-7861-2724-6.
- Wassily Kandinsky (= Versensporn – Heft für lyrische Reize. Nr. 57) Hrsg. von Tom Riebe. Edition Poesie schmeckt gut, Jena 2024, 120 Exemplare.

## Filme
- Wassily Kandinsky. Der Klang der Farbe. Dokumentarfilm, Deutschland 2008, 26 Min. Regie: Angelika Lizius, Produktion: arte, Erstsendung: 25. Januar 2009.[66]
- Wassily Kandinsky. Regie: André S. Labarthe, 56 Min. Arthaus Musik GmbH 2010 (1986), ISBN 978-3-941311-95-4.
- Münter & Kandinsky. Spielfilm, Deutschland, 2024, 126 Min., Regie: Marcus O. Rosenmüller[67]

## Hörspiel
- Klänge. Zweiteiliges Hörspiel. Kandinskys 1912 im Münchner Piper Verlag mit Holzschnitten und Prosagedichten erschienener Band Klänge bildet die Grundlage des Projekts der Abteilung Hörspiel und Medienkunst des BR. Mehr als 100 Jahre nach der Veröffentlichung lotet eine neue, pop-sozialisierte Generation von Künstlern aus, welche Wechselwirkung das Werk Kandinskys in einem neuen Kontext auszulösen in der Lage ist.[68] Mit den Sprechern Helga Fellerer, Detlef Kügow, Gabriel Raab, Kathrin von Steinburg, Sebastian Weber. Den Künstlern Jeff Beer, Glenn Jones, Sophia Domancich, Antye Greie, David Grubbs, Lydia Daher, Chris Cutler, Saam Schlamminger, Federico Sánchez, Wrekmeister Harmonies, Emily Manzo. Realisation: Various Artists, Karl Bruckmaier. BR 2015. Als Podcast im BR Hörspiel Pool.[69]

## Hörbild/Feature
- Ute Mings: Kandinsky, Münter, Jawlensky, Werefkin und Co., Die Neue Künstlervereinigung München (1909–1912), Bayerischer Rundfunk 2, 2009.

## Prix Kandinsky
Der Prix Kandinsky wurde von Nina Kandinsky zur Erinnerung an ihren Mann ins Leben gerufen. Der Preis sollte junge Maler fördern, die im Bereich der Abstraktion und des Informel arbeiteten und wurde von 1946 bis 1961 vergeben. Der Prix Kandinsky hat nichts mit dem Kandinsky-Preis zu tun, der seit 2007 von der russischen ArtChronika Foundation mit Unterstützung der Deutschen Bank in Moskau vergeben wird.